# Наксос (аеропорт)
Національний аеропорт острів Наксос (грец. Κρατικός Αερολιμένας Νάξου) (IATA: JNX, ICAO: LGNX) — аеропорт на острові Наксос, Греція. Аеропорт відкрито у 1992

## Авіакомпанії та напрямки
| Авіакомпанія | Пункт призначення |
| ------------ | ----------------- |
| Olympic Air  | Афіни             |
| Sky Express  | Афіни             |